# ダグ・ウェクター
ダグ・ウェクター（Douglas Michael Waechter , 1981年1月28日 - ）は、アメリカ合衆国セントピーターズバーグ出身の元プロ野球選手（投手）。右投右打。

## 経歴

### プロ入り - デビルレイズ時代 (1999 - 2007)
1999年6月2日、ドラフト3巡目でタンパベイ・デビルレイズ (当時の球団名) から指名され、同年6月27日に契約を結んだ。入団後、マイナーリーグ (ルーキー級) のプリンストン・デビルレイズに配属され、7試合の先発登板含む11試合に登板。防御率9.77・0勝5敗・WHIP2.31という成績を残した。
2000年は、A-級のハドソンバレー・レネゲーズに所属。全て先発投手として14試合に登板し、防御率2.35・4勝4敗・WHIP1.24という成績を残した。なお、4勝のうち2勝は、完封勝利であった。
2001年は、A級のチャールストン・リバードッグスに所属。前年に続き、全て先発投手として26試合に登板し、防御率4.34・8勝11敗・WHIP1.42という成績を残した。同年、投球イニングと奪三振が自身初めて100を超えた。
2002年は、オーランド・レイズ (AA級) ・ベイカーズフィールド・ブレイズ(A+級) ・前述のチャールストンの3階級でプレー。オーランドでは、4試合の先発登板で防御率9.00・1勝3敗・WHIP2.22だったが、ベイカーズフィールドとチャールストンでは、いずれも4.00未満の防御率を記録。3チーム計では、28試合の先発登板で防御率3.54・10勝9敗・WHIP1.46という成績を残した。
2003年8月27日のシアトル・マリナーズ戦で、プロ5年目でメジャーデビューを果たした。同試合で2番手として登板したウェクターは、2.1イニングを2安打無失点に抑え、メジャー初勝利を記録した。9月3日には、デビュー戦と同じ対戦相手であるマリナーズ戦で、メジャー初先発の舞台に立った。この試合で両親や友人ら100人以上の応援を受けたウェクターは、9.0イニングを2安打無失点に抑え、メジャー初先発で完封勝利を記録した。なお、同日は母親の誕生日であった為、素晴らしい誕生日プレゼントをあげた形となった。最終的にはメジャーで6試合に登板 (うち5試合が先発登板) し、防御率3.31・3勝2敗・WHIP1.25という成績を残した。また、マイナーではAAA級のダーラム・ブルズとオーランドで計23試合に登板 (うち22試合が先発登板) し、防御率3.81・8勝6敗・WHIP1.22という成績を残した。
2004年はキャンプで調子が上がらなかった為、マイナーでシーズン開幕を迎えた。4月下旬にメジャーに昇格したが、指の腱を痛めており、不安定なピッチングが続いた。同年は14試合に先発登板し、防御率6.01・5勝7敗・WHIP1.44という成績だった。マイナーではダーラムで8試合に先発登板したが、防御率6.75・0勝2敗・WHIP1.71という成績で、防御率やWHIPはメジャーよりも悪かった。
2005年になっても、前年に痛めた指の腱の故障が癒えなかった。最終的には25試合の先発登板と4試合のリリーフ登板で、防御率5.62・5勝12敗・WHIP1.46という成績を記録。29被本塁打は2年連続チームワーストであり、リーグ全体でもワースト8位だった。また、マイナーでの防御率も悪化し、ダーラムでの3試合の先発登板で9.22だった。
2006年は、11試合に登板 (うち10試合が先発登板) し、防御率6.62・1勝4敗・WHIP1.62という成績を残した。防御率とWHIPは、結果的にデビルレイズ時代では自己ワーストの数字だった。マイナーでは、ダーラムで17試合に登板して防御率8.32・1勝12敗・WHIP1.94という成績だった。
2007年は、ベロビーチ・デビルレイズ (A+級) とハドソンバレーの2ランクでプレー。ベロビーチでは9試合の先発登板で防御率4.74・4勝4敗・WHIP1.33、ハドソンバレーでは4試合の先発登板で防御率1.42・2勝1敗・WHIP0.84という成績を残した。しかし、メジャーデビューした2003年以降では初めてメジャーに昇格出来ずじまいでシーズンを終えた。10月29日、デビルレイズからFAとなり、11月27日にフロリダ・マーリンズと契約した。

### マーリンズ時代 (2008)
2008年は2年ぶりにメジャー復帰を果たし、キャリアハイの48試合に登板して防御率3.69・4勝2敗・WHIP1.33という成績を残した。なお、この年はメジャーで初めて先発登板0だった。マイナーではAAA級、A+級、ルーキー級の3階級で計5試合に登板 (うち3試合が先発登板) し、防御率4.05・1勝0敗・WHIP1.73だった。10月1日にFAとなったウェクターは、12月11日にカンザスシティ・ロイヤルズと契約した。

### ロイヤルズ時代 - 引退 (2009 - 2011)
2009年は、5試合のリリーフ登板で防御率8.44・WHIP2.25という成績を残した。また、マイナーではAAA級のオマハ・ロイヤルズで13試合にリリーフ登板し、防御率4.82・1勝1敗1セーブ・WHIP1.23という成績を残した。11月21日にFAとなり、同年は結果的にウェクターにとってメジャー及びマイナーで試合に出場した最後のシーズンとなった。
ロイヤルズを出た後、2010年から2011年にかけては、プエルトリコのウィンターリーグであるLBPRCでプレー。インディオス・デ・マヤグエスに所属して19試合にリリーフ登板し、防御率4.63・2勝2敗2セーブ・WHIP1.41という成績を残した。
2011年6月25日、現役引退を表明した。

## 詳細情報

### 年度別投手成績
| 年 度    | 球 団    | 登 板 | 先 発 | 完 投 | 完 封 | 無 四 球 | 勝 利 | 敗 戦 | セ 丨 ブ | ホ 丨 ル ド | 勝 率 | 打 者 | 投 球 回 | 被 安 打 | 被 本 塁 打 | 与 四 球 | 敬 遠 | 与 死 球 | 奪 三 振 | 暴 投 | ボ 丨 ク | 失 点 | 自 責 点 | 防 御 率 | W H I P |
| -------- | -------- | ----- | ----- | ----- | ----- | -------- | ----- | ----- | -------- | ----------- | ----- | ----- | -------- | -------- | ----------- | -------- | ----- | -------- | -------- | ----- | -------- | ----- | -------- | -------- | ------- |
| 2003     | TB       | 6     | 5     | 1     | 1     | 0        | 3     | 2     | 0        | 0           | .600  | 145   | 35.1     | 29       | 4           | 15       | 0     | 1        | 29       | 0     | 0        | 13    | 13       | 3.31     | 1.25    |
| 2004     | TB       | 14    | 14    | 0     | 0     | 0        | 5     | 7     | 0        | 0           | .417  | 309   | 70.1     | 68       | 20          | 33       | 1     | 4        | 36       | 1     | 1        | 54    | 47       | 6.01     | 1.44    |
| 2005     | TB       | 29    | 25    | 0     | 0     | 0        | 5     | 12    | 0        | 0           | .294  | 692   | 157.0    | 191      | 29          | 38       | 5     | 3        | 87       | 4     | 2        | 109   | 98       | 5.62     | 1.46    |
| 2006     | TB       | 11    | 10    | 0     | 0     | 0        | 1     | 4     | 0        | 0           | .200  | 249   | 53.0     | 67       | 6           | 19       | 1     | 5        | 25       | 0     | 0        | 40    | 39       | 6.62     | 1.62    |
| 2008     | FLA      | 48    | 0     | 0     | 0     | 0        | 4     | 2     | 0        | 9           | .667  | 275   | 63.1     | 63       | 7           | 21       | 3     | 2        | 46       | 2     | 0        | 29    | 26       | 3.69     | 1.33    |
| 2009     | KC       | 5     | 0     | 0     | 0     | 0        | 0     | 0     | 0        | 0           | ----  | 28    | 5.1      | 9        | 2           | 3        | 0     | 0        | 3        | 1     | 0        | 5     | 5        | 8.44     | 2.25    |
| MLB：6年 | MLB：6年 | 113   | 54    | 1     | 1     | 0        | 18    | 27    | 0        | 9           | .400  | 1698  | 384.1    | 427      | 68          | 129      | 10    | 15       | 226      | 8     | 3        | 250   | 228      | 5.34     | 1.45    |

### 年度別守備成績
| 年 度 | 球 団 | 投手（P） | 投手（P） | 投手（P） | 投手（P） | 投手（P） | 投手（P） |
| 年 度 | 球 団 | 試 合     | 刺 殺     | 補 殺     | 失 策     | 併 殺     | 守 備 率  |
| ----- | ----- | --------- | --------- | --------- | --------- | --------- | --------- |
| 2003  | TB    | 6         | 2         | 1         | 0         | 0         | 1.000     |
| 2004  | TB    | 14        | 5         | 5         | 1         | 0         | .909      |
| 2005  | TB    | 29        | 11        | 8         | 3         | 1         | .864      |
| 2006  | TB    | 11        | 0         | 4         | 1         | 0         | .800      |
| 2008  | FLA   | 48        | 2         | 1         | 1         | 0         | .750      |
| 2009  | KC    | 5         | 0         | 0         | 0         | 0         | ----      |
| MLB   | MLB   | 113       | 20        | 19        | 6         | 1         | .867      |

### 背番号
- 40 （2003年 - 2005年）
- 44 （2006年）
- 35 （2008年）
- 45 （2009年）